# Fernando Mayans Canabal
Pour les articles homonymes, voir Canabal.
 (novembre 2012).
Fernando Enrique Mayans Canabal (5 avril 1963) est une personnalité politique mexicaine, membre du Partido de la Revolución Democrática, il a été candidat et Président municipal et exerce la fonction de député fédéral.
Fernando Mayans est un chirurgien qui a étudié à la Universidad Juárez Autónoma de Tabasco, et a été sénateur du Congrès de Tabasco, lors de la LXIIe législature du Congrès mexicain (du 1er septembre 2012 au 31 août 2015).